# Heut ist gewiss ein guter Tag
Heut ist gewiss ein guter Tag (BWV Anhang 7) ist eine verschollene Kantate von Johann Sebastian Bach, die er in Leipzig komponierte und am 10. Dezember 1720 anlässlich des 26. Geburtstages von Leopold von Anhalt-Köthen aufführte. Der Text dieser Bachkantate stammt von Christian Friedrich Hunold (auch Menantes genannt).